# Corydalis iraschkeviczii
Corydalis iraschkeviczii là một loài thực vật có hoa trong họ Anh túc. Loài này được Aparina mô tả khoa học đầu tiên năm 1970 publ. 1971.